# معماری اکسپرسیونیستی

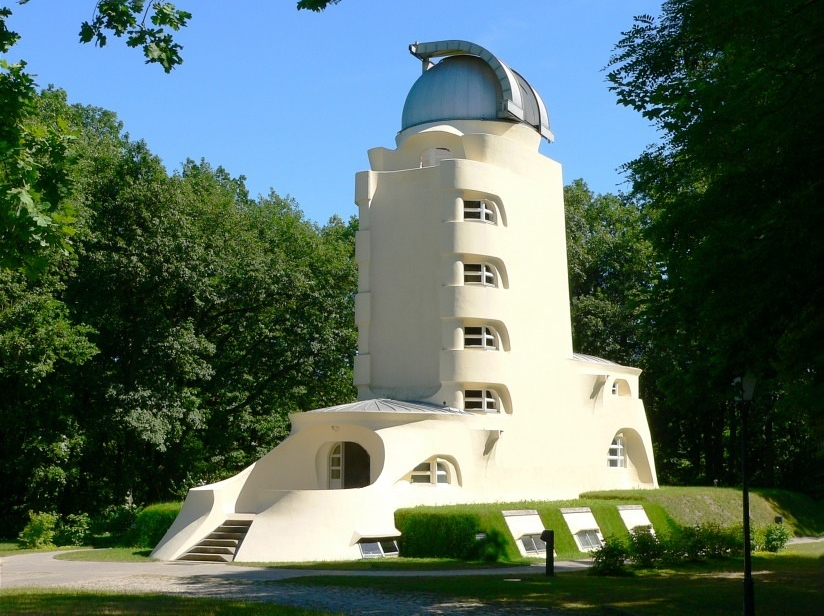
برج اینشتین در پوتسدام، نزدیک برلین، ۲۲–۱۹۱۹ میلادی (اریش مندلسون)

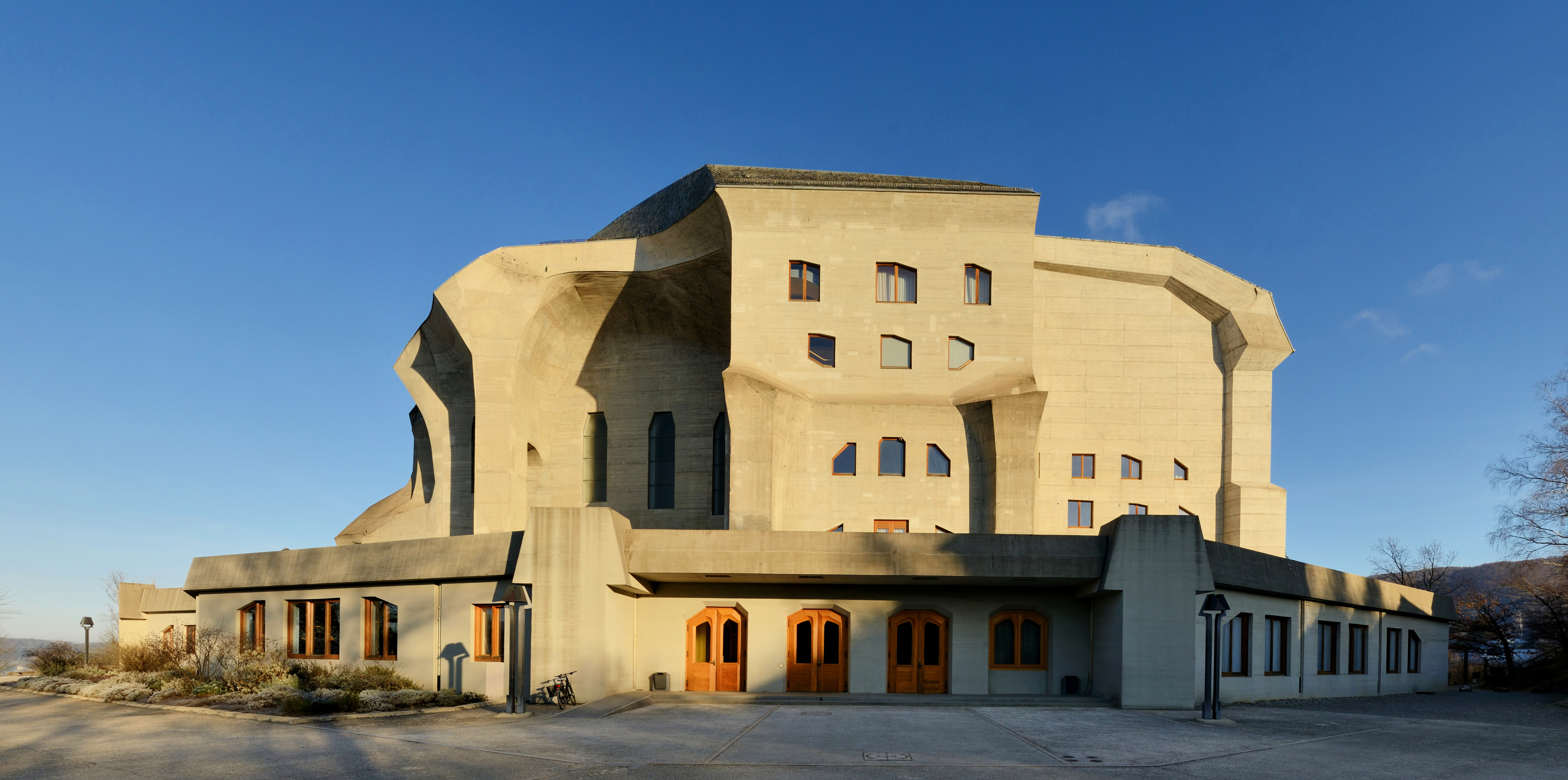
گوته‌آنوم در درناش، نزدیک بازل سوئیس، –۲۸–۱۹۲۴ میلادی (رودولف اشتاینر)

معماری اکسپرسیونیست یک حرکت معمارانه بود که در شمال اروپا در دهه اول قرن بیستم به موازات هنر بصری و عملی اکسپرسیونیست پیشرفت کرد.
عبارت «معماری اکسپرسیونیست» برای اولین بار فعالیت‌های پیشرو (آوانگارد) هلندی و اتریشی چکسلواکی و دانمارکی را از سال ۱۹۱۰ تا ۱۹۲۴ توصیف می‌کند. تعریف مجدد بعدی این عبارت بر می‌گردد به ۱۹۰۵ و همچنین گسترش آن برای احاطه کردن بقیه اروپا. امروزه این معنی از خیلی مرزهای دورتر گذشته تا به معماری هر زمان و مکانی که بعضی کیفیت‌های حرکت طبیعی برگردد مثل: تحریف، تکه‌تکه شدن یا ارتباط سخت و پرفشار احساسات.